# فرودگاه وانگاراتا
فرودگاه وانگاراتا  (به انگلیسی: Wangaratta Airport)  یک فرودگاه همگانی  با کد یاتا WGT است که یک باند فرود چمن دارد و طول باند آن ۵۳۰ متر است. این فرودگاه در  کشور استرالیا قرار دارد و در ارتفاع ۱۵۴ متری از سطح دریا واقع شده است.